# 奇迹年
奇迹年（拉丁語：Annus mirabilis）通常是指完成了重大发明或发现的年份，最早是形容1666年。当时，约翰·德莱顿为伦敦大火得到遏制及英国在海战中击败荷兰而创作了长诗《奇迹年》，而牛顿也在1665-1666年间完成了力学、光学、万有引力等重要发现。这一称呼在19世纪被广为传播，后来也用于形容爱因斯坦在伯尔尼为瑞士联邦专利局任职期间的1905年，他在短时间内完成了关于光电效应、布朗运动、狭义相对论和质能等价的具有划时代意义的论文。